# Ranunculus javorkae
Ranunculus javorkae är en ranunkelväxtart som beskrevs av Sóo. Ranunculus javorkae ingår i släktet ranunkler, och familjen ranunkelväxter. Inga underarter finns listade i Catalogue of Life.